# ライオンカット
ライオンカット（lion cut）は、ペット（犬・猫などの長毛種）のデザインカットの一種。胴体部の被毛を、動物用バリカンなどを用いて、短くトリミングする。ライオンクリップ（lion clip）とも呼ぶ。
呼称の由来は、主に胴体部の毛のみを短くした外観が、あたかもオスのライオンのようなためという説がある。
夏場に行うサマーカット（Summer cut）のうちの一つとして扱われることもある。その場合の目的としては、「熱中症対策」や「毛玉を取るため」が、まず挙げられる。

## 犬における歴史
ローシェン（別名：Petit Chien Lion、Little Lion Dog）における「ライオンカット」は、前半身の毛を残すのが伝統的である。
プードルの「コンチネンタル・クリップ」も、ローシェンに似たクリップ（＝刈り方）である。これは、ダッチクリップの一種「ライオンカット（＝ライオンクリップ）」と同等と位置づけられる場合があり、マリー・アントワネットが考案したクリップであるという説がある。
このスタイルは、水猟犬として活用されていた時代の名残り。胸と足の毛を残すのは、冷たい水から心臓や関節を守る寒さ対策や、藪の棘からの防御。下半身の毛を刈るのは、沼地に足をとられないため、毛が水を含んで重くなるのを避けるため、水の抵抗を減らすためなどといわれている。この独特のクリップは、ドッグショーにも用いられる。

## 注意点
サマーカット後の毛の長さ、縮毛か直毛かによって違いもあるが、以下の指摘がある。
犬においては、散歩などの屋外では、草むらによる皮膚の傷付き、紫外線や地面からの反射熱の影響などが想定される。また、室内で冷房に晒された場合の逆効果に鑑み、「肌が出るほどのカット依頼」は断るトリマーもいる。
猫においては、毛づくろいによる飲み込む毛の量が減るため、毛球症対策効果があるとされる。一方で、蚊に刺される可能性が高まるともいえる。

## ギャラリー

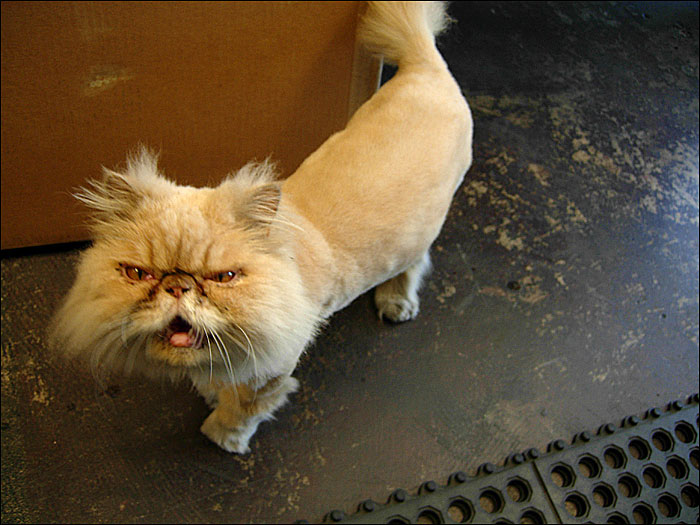
ペルシャ猫 1
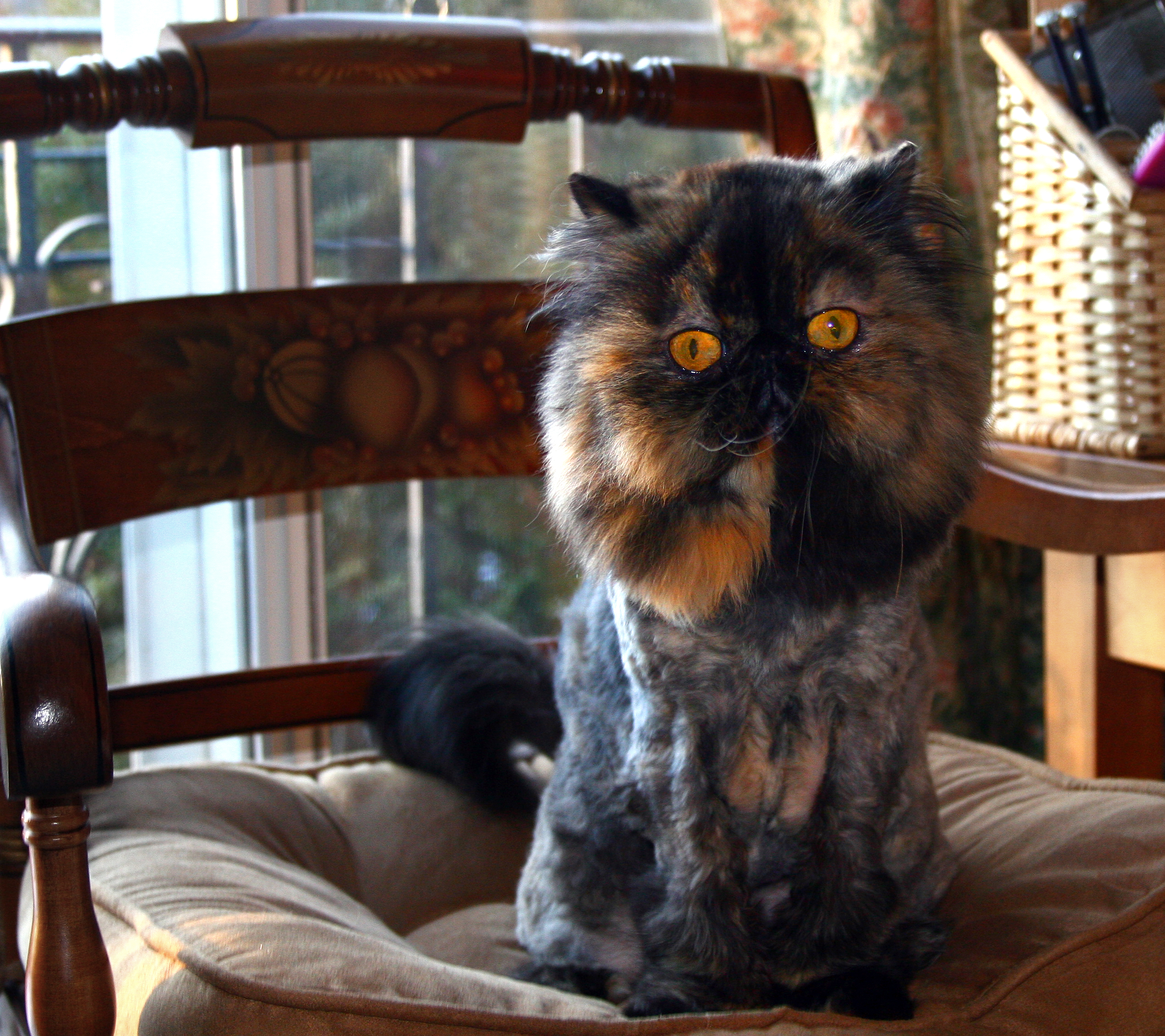
ペルシャ猫 2

犬

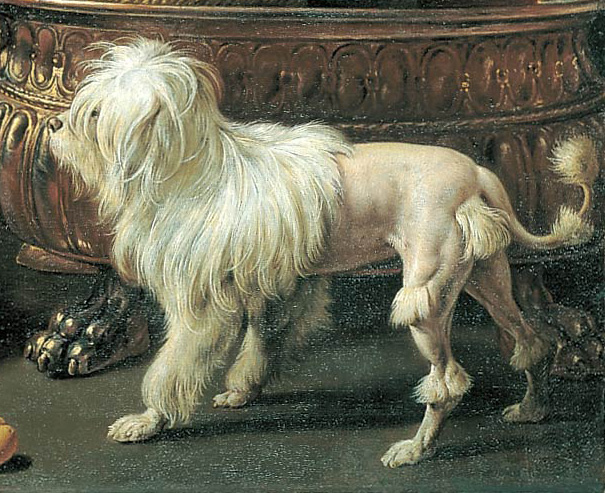
ローシェン（油彩/1644年）
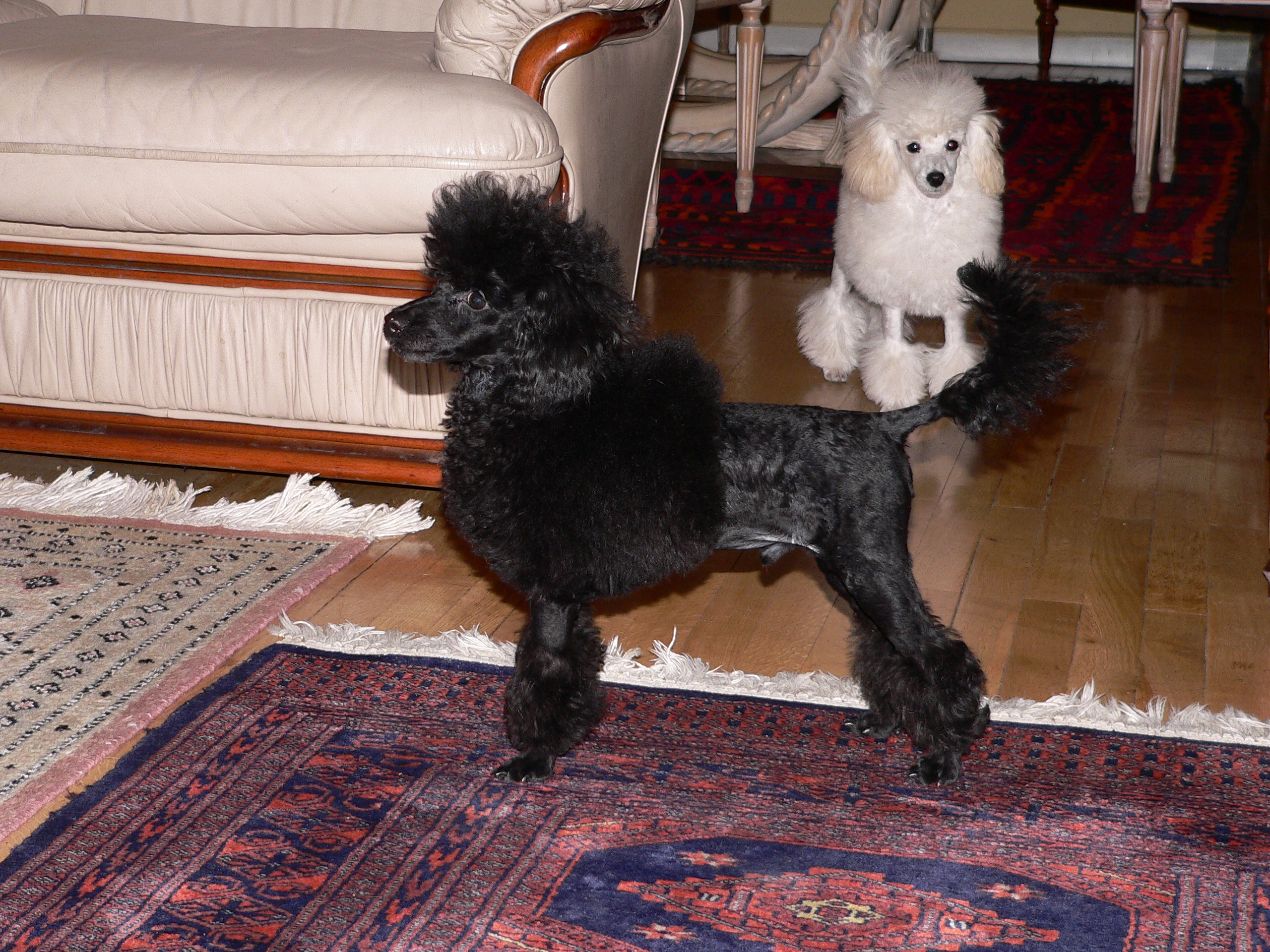
プードル（コンチネンタル・クリップ）
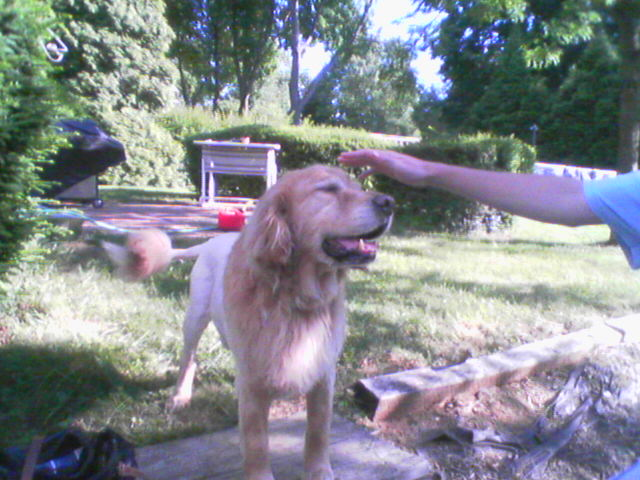
ゴールデン・レトリバー
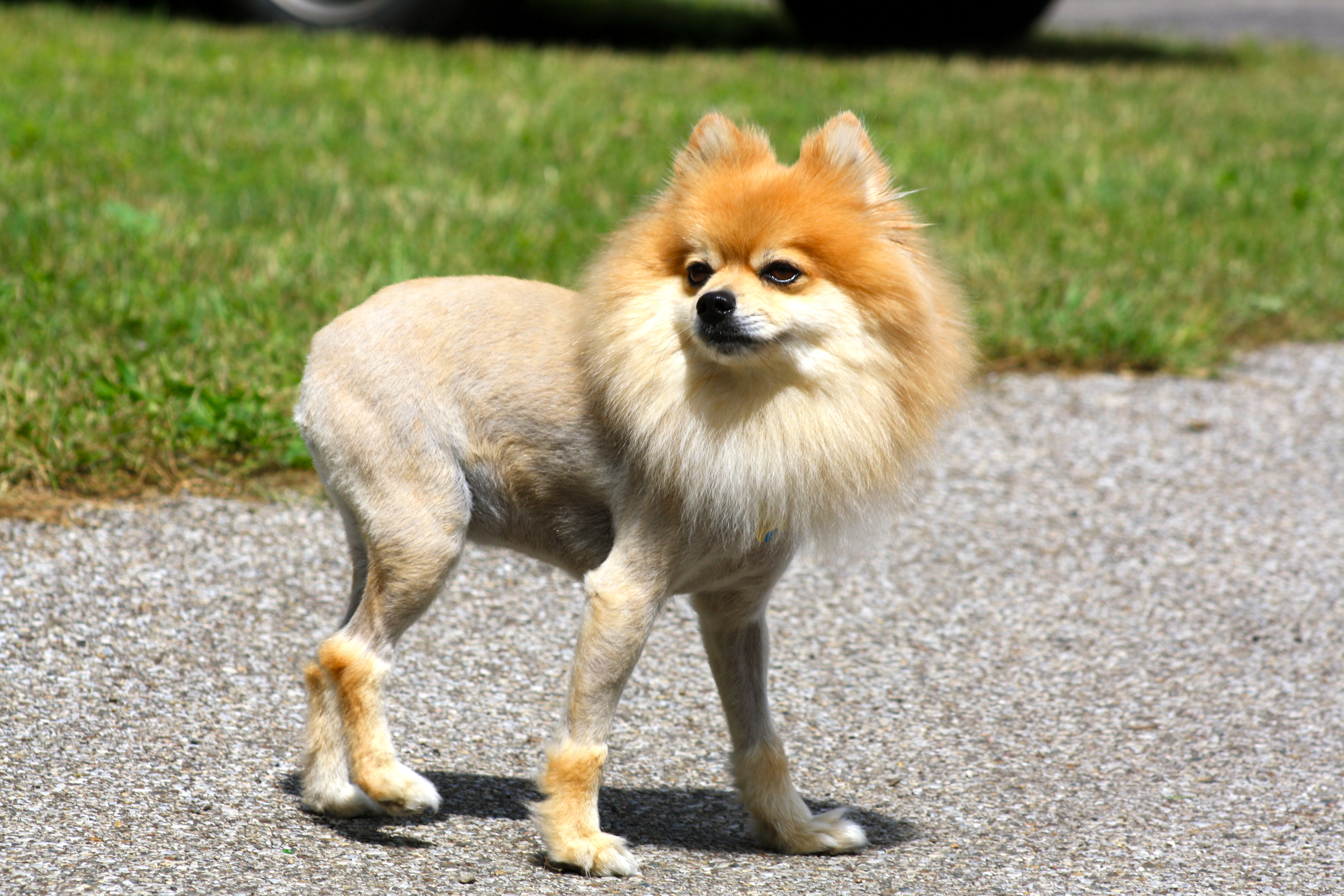
ポメラニアン
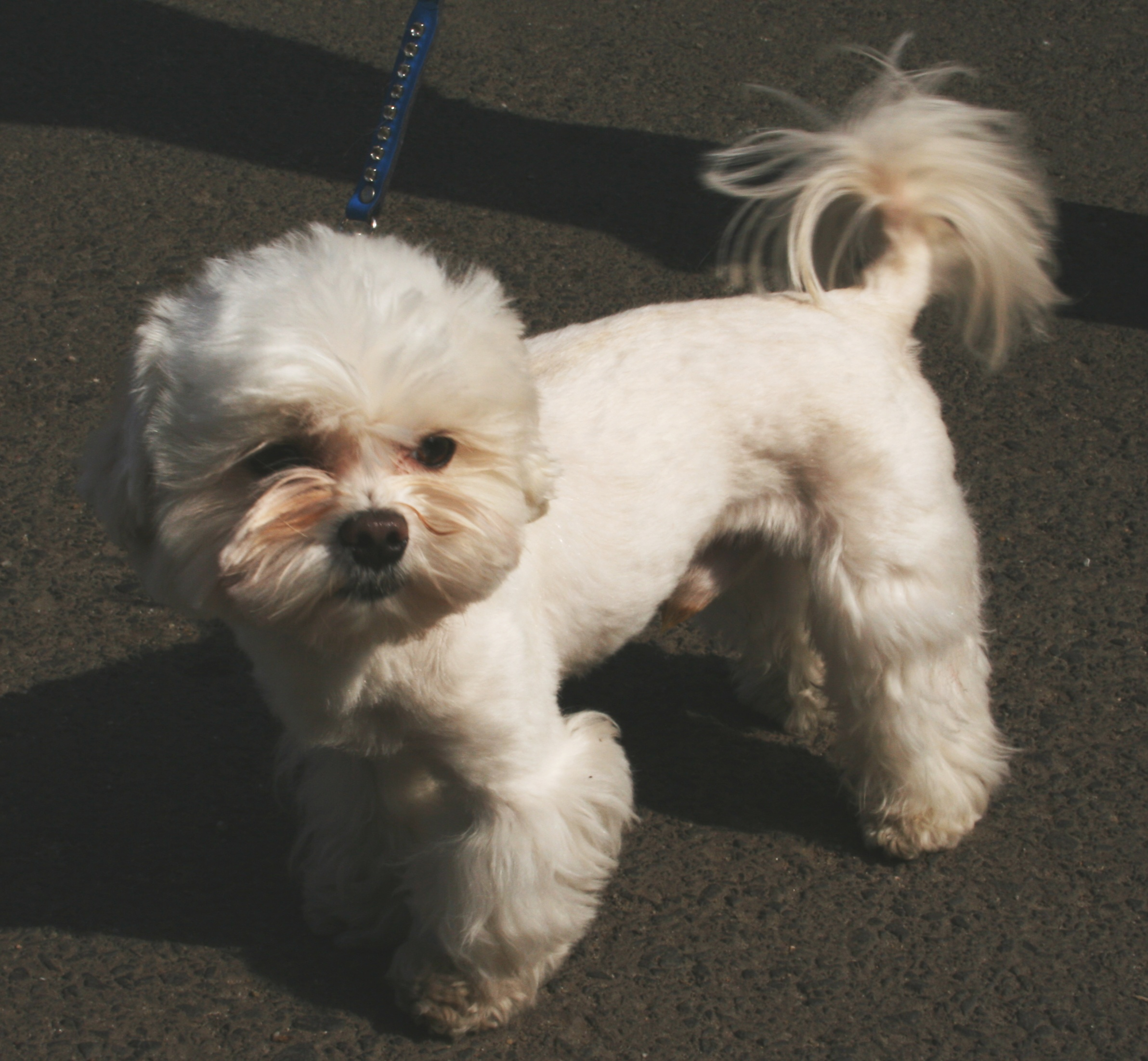
マルチーズ

猫
- ペルシャ猫 1
- ペルシャ猫 2